# Stela Heinza Macka w Poznaniu

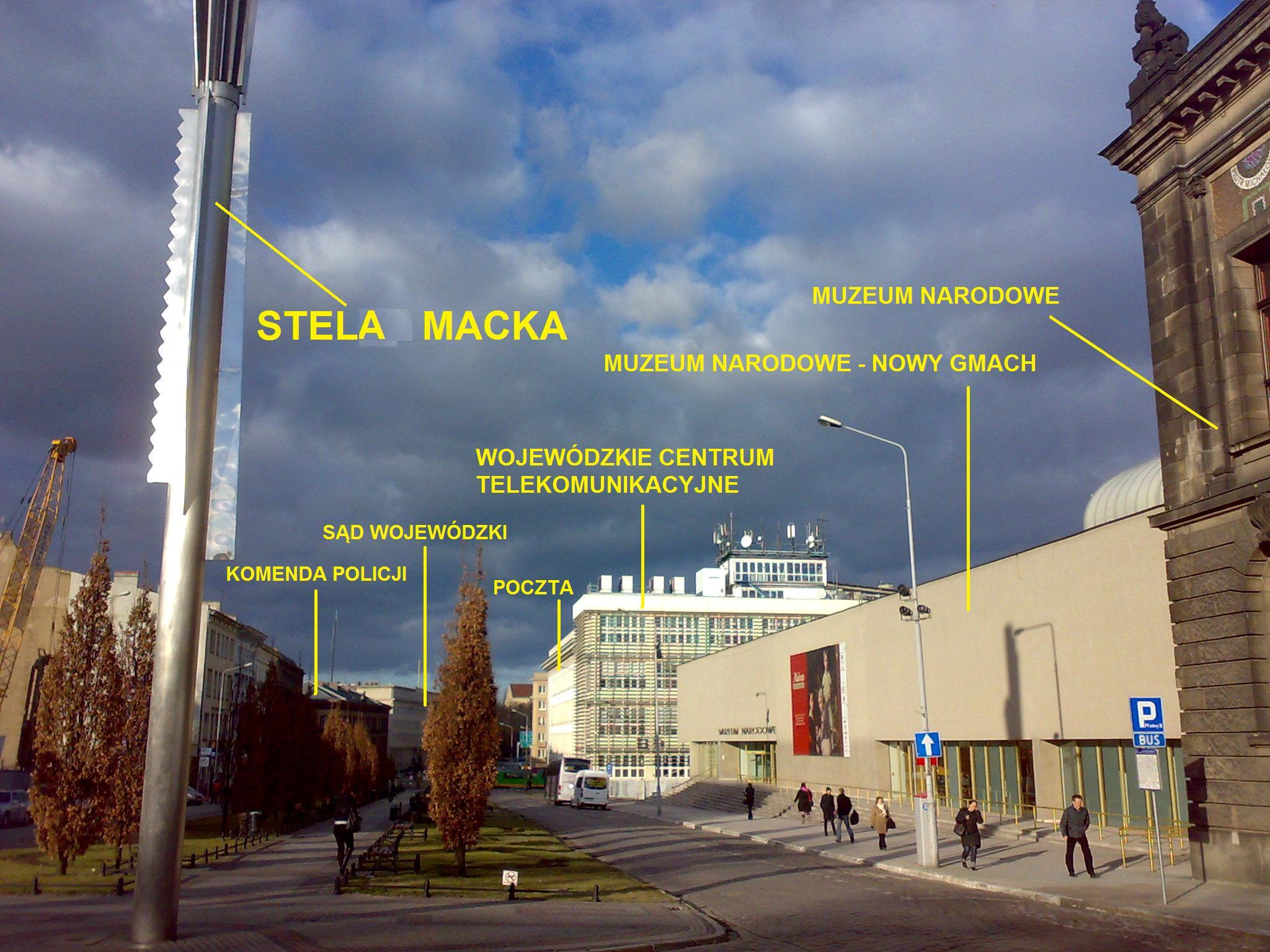
Stela i Aleje Marcinkowskiego

Stela Heinza Macka – 18-metrowa rzeźba plenerowa, autorstwa Heinza Macka, zlokalizowana w centrum Poznania, w osi centralnej części Alei Marcinkowskiego, bezpośrednio przed starym gmachem Muzeum Narodowego.

## Charakterystyka i historia
Obiekt odsłonięto 23 listopada 2006, a towarzyszyła temu wystawa prac artysty, jakie stworzył na terenie innych krajów (Plac Wolności). Jest to bardzo charakterystyczne dla twórczości artysty dzieło w formie wysokiego słupa stalowego z obrotową głowicą, napędzaną silnikiem. Głowica w formie niesymetrycznej korony, obracająca się wokół własnej osi (3-4 obroty na minutę), o różnych porach dnia i nocy odbija rozmaite refleksy słoneczne lub sztuczne na fasadach budynków wokół placu Wolności i Alei Marcinkowskiego. Trzon steli zdobią wydłużone wykroje z polerowanej blachy.
Inicjatorem powstania obiektu było Wielkopolskie Towarzystwo Zachęty Sztuk Pięknych. Monument wpisuje się w kulturalno-pomnikowy program centralnej części Alei Marcinkowskiego (Muzeum Narodowe, Biblioteka Raczyńskich, pomnik Golema, pomnik Marcinkowskiego).
Autor tworzy podobne realizacje w wielu krajach europejskich i pozaeuropejskich, przede wszystkim w Niemczech (m.in. Berlin, Mönchengladbach, czy Düsseldorf).